# Oxypetalum crispum
Oxypetalum crispum är en oleanderväxtart som beskrevs av Robert Wight och William Jackson Hooker. Oxypetalum crispum ingår i släktet Oxypetalum och familjen oleanderväxter. Inga underarter finns listade i Catalogue of Life.